# Adrián Gunino
Adrián Javier Gunino Duque (Montevideo, 3 marzo 1989) è un ex calciatore uruguaiano, di ruolo difensore.

## Carriera

### Club
Cresciuto nelle giovanili del Danubio, dopo 18 presenze di campionato si trasferisce nel 2009 al Boca Juniors. Debutta in campionato il 3 settembre 2009 nel 1-1 contro il Newell's Old Boys.

### Nazionale
Con la nazionale Under-20 si è classificato terzo al campionato sudamericano di calcio Under-20 2009.